# Ramat Hasjaron

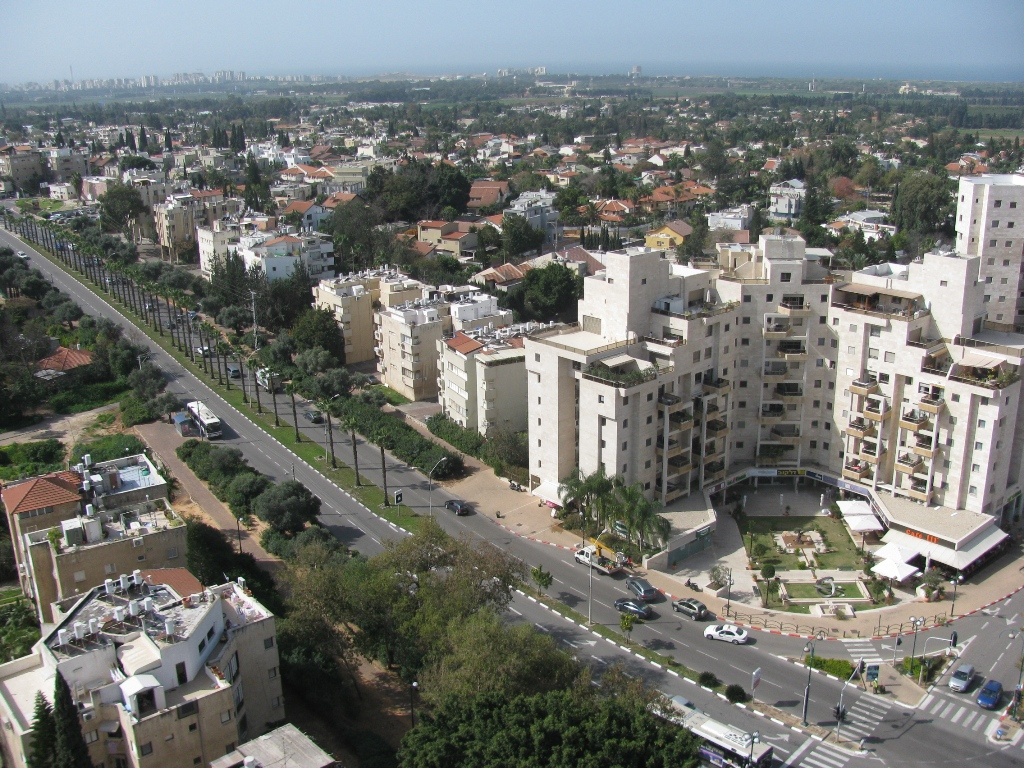
Westelijk stadsdeel van Ramat Hasjaron

Ramat Hasjaron (Hebreeuws: רמת השרון) ("Hoogte van Sjaron") is een stad in Israël, gelegen in de centrale kuststrook van Sharon. In 2022 had de stad een bevolking van ongeveer 48.200.

## Geschiedenis
Oorspronkelijk Ir Shalom genaamd, is de stad in 1923 gesticht door immigranten uit Polen. Tijdens de volkstelling van 1931 had het dorp een bevolking van 312.
In 1932 werd de naam veranderd in Kfar Ramat Hasjaron. In 1950 was de bevolking gegroeid tot 900. Een snelle bevolkingsgroei in de jaren 1960 en 1970 ging gepaard met de aanleg van vele nieuwe wegen, scholen en parken. Er ontstonden verscheidene stadwijken, en vele succesvolle beroepsbeoefenaren vestigden zich in de zich ontwikkelende stad. In de jaren 1980 ontwikkelde Ramat HaSharon zich tot een veilig oord en een begerenswaardige plek om te leven, met vele tuinen en brede boulevards, hetgeen vele gezinnen uit de hogere middenklasse aantrok.

## Economie
Tot de jaren 1960 was Ramat Hasjaron voornamelijk een landbouwgemeenschap, met aardbeienvelden en citrusboomgaarden. Nu is er ook wapenindustrie gevestigd, met afnemers in het Israëlisch leger en ook op de wereldmarkt.

## Scholing en opleiding
Ramat Hasjaron heeft zes basisscholen, twee middelbare scholen en twee high schools. Daarnaast huisvest het HaMidrasha (opleiding van kunstdocenten) waar Raffi Lavie les heeft gegeven, en de Rimon-school (jazz en hedendaagse muziek).

## Sport

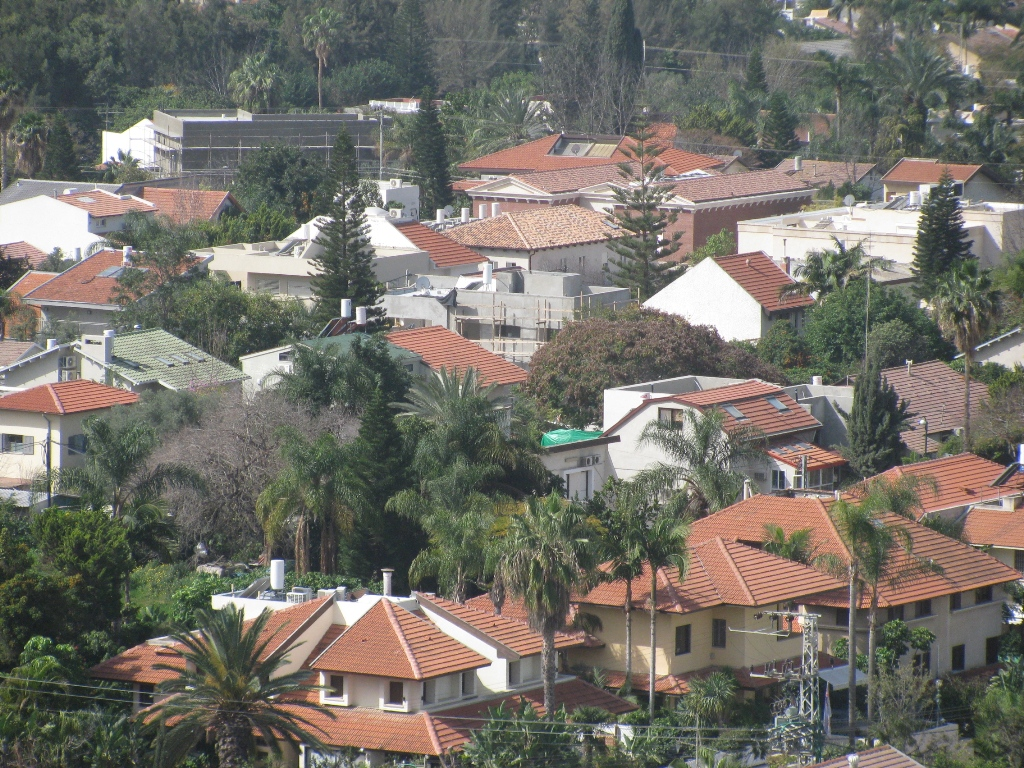
Buurt in Ramat Hasjaron

### Tennis
In Ramat Hasjaron staat het Canada-stadion, waar tussen 1979 en 1996 de ATP-wedstrijden voor de Davis Cup worden gehouden. Voorts is deze stad de thuisbasis van Israël Tennis Centers (gesticht in 1975), waar onder meer Shahar Peer en Anna Smashnova zijn opgeleid. Dit centrum organiseert niet alleen nationale maar ook internationale (ITF)-toernooien.
In de periode 1996–2008 werd een internationaal tennistoernooi op hardcourt gehouden onder auspiciën van de ITF. Tot de winnaressen uit België en Nederland behoren: Seda Noorlander (1996), Kim Clijsters en Justine Henin (1998) en Marlot Meddens (2006).

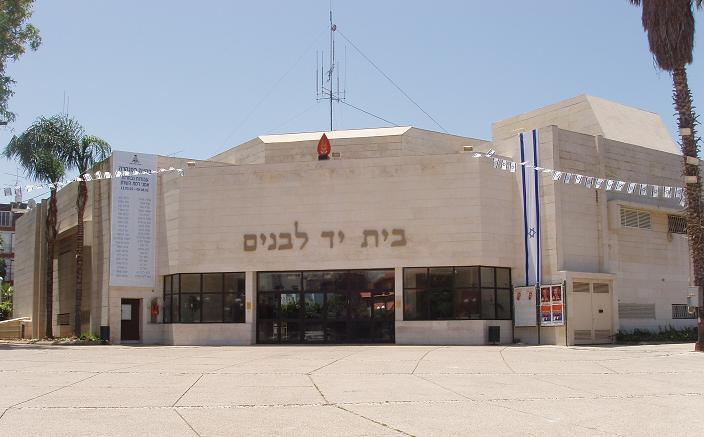
Jad Labaniem, herdenkingsmonument voor de gesneuvelde zonen uit de stad

### Overige sporten
In het Yankela Grundman stadion speelt voetbalclub Ironi Nir Ramat HaSharon in het Israëlische equivalent van de Eredivisie. Verder heeft de stad een vooraanstaand vrouwenbasketballteam, Electra Ramat HaSharon, voormalig Europees kampioen.

## Zustersteden
Ramat Hasjaron heeft een stedenband met:
- Tallahassee, Florida
- Georgsmarienhütte
- Duinkerke
- Saint-Maur-des-Fossés